# جاميلو كولينز
جاميلو كولينز (مواليد 5 أغسطس 1994) هو لاعب كرة قدم نيجيري يلعب في مركز الظهير الأيسر في نادي بادربورن 07.